# Bachen, Chenalhó
Bachen är en ort i Mexiko.   Den ligger i kommunen Chenalhó och delstaten Chiapas, i den sydöstra delen av landet, 700 km öster om huvudstaden Mexico City. Bachen ligger 1 502 meter över havet och antalet invånare är 383.
Terrängen runt Bachen är kuperad åt sydost, men åt nordväst är den bergig. Runt Bachen är det ganska tätbefolkat, med 134 invånare per kvadratkilometer. Närmaste större samhälle är Pantelhó, 16,6 km öster om Bachen. Omgivningarna runt Bachen är en mosaik av jordbruksmark och naturlig växtlighet.